# 名古屋地方裁判所
名古屋地方裁判所（なごやちほうさいばんしょ）は、愛知県名古屋市にある日本の地方裁判所の一つで、愛知県を管轄している。略称は、名古屋地裁、名地裁（なごやちさい、めいちさい）。一宮、半田、岡崎、豊橋に支部を置いている。

## 概要
愛知県を管轄しており、名古屋市中区に置かれている本庁のほか、一宮市、半田市、岡崎市、豊橋市の4市に地方裁判所及び家庭裁判所の支部が設置されている。さらに、前述の5箇所に加え春日井市、瀬戸市、津島市、犬山市、安城市、豊田市、新城市の7箇所を加えた12箇所に簡易裁判所を設置している。また、名古屋第一、名古屋第二、一宮、半田、岡崎、豊橋の6つの検察審査会も設置されている。

## 所在地
- 本庁：愛知県名古屋市中区三の丸1丁目4-1（名古屋高裁、名古屋家裁との合同庁舎）
名古屋市営地下鉄名城線名古屋城駅から徒歩10分
名古屋簡裁は三の丸1-7-1にあるため別建物扱い。
- 一宮支部：愛知県一宮市公園通4-17　
JR東海道線尾張一宮駅、名鉄名古屋本線・尾西線名鉄一宮駅東口から徒歩15分
- 半田支部：愛知県半田市宮路町200-2　
名鉄河和線住吉町駅から徒歩3分
- 岡崎支部：愛知県岡崎市明大寺町奈良井3　
名鉄名古屋本線東岡崎駅南口から徒歩25分、又は名鉄バス岡崎警察署前停留所から徒歩5分
- 豊橋支部：愛知県豊橋市大国町110　
東海道新幹線、JR東海道線、飯田線、名鉄名古屋本線豊橋駅から徒歩15分

## 管轄
本庁

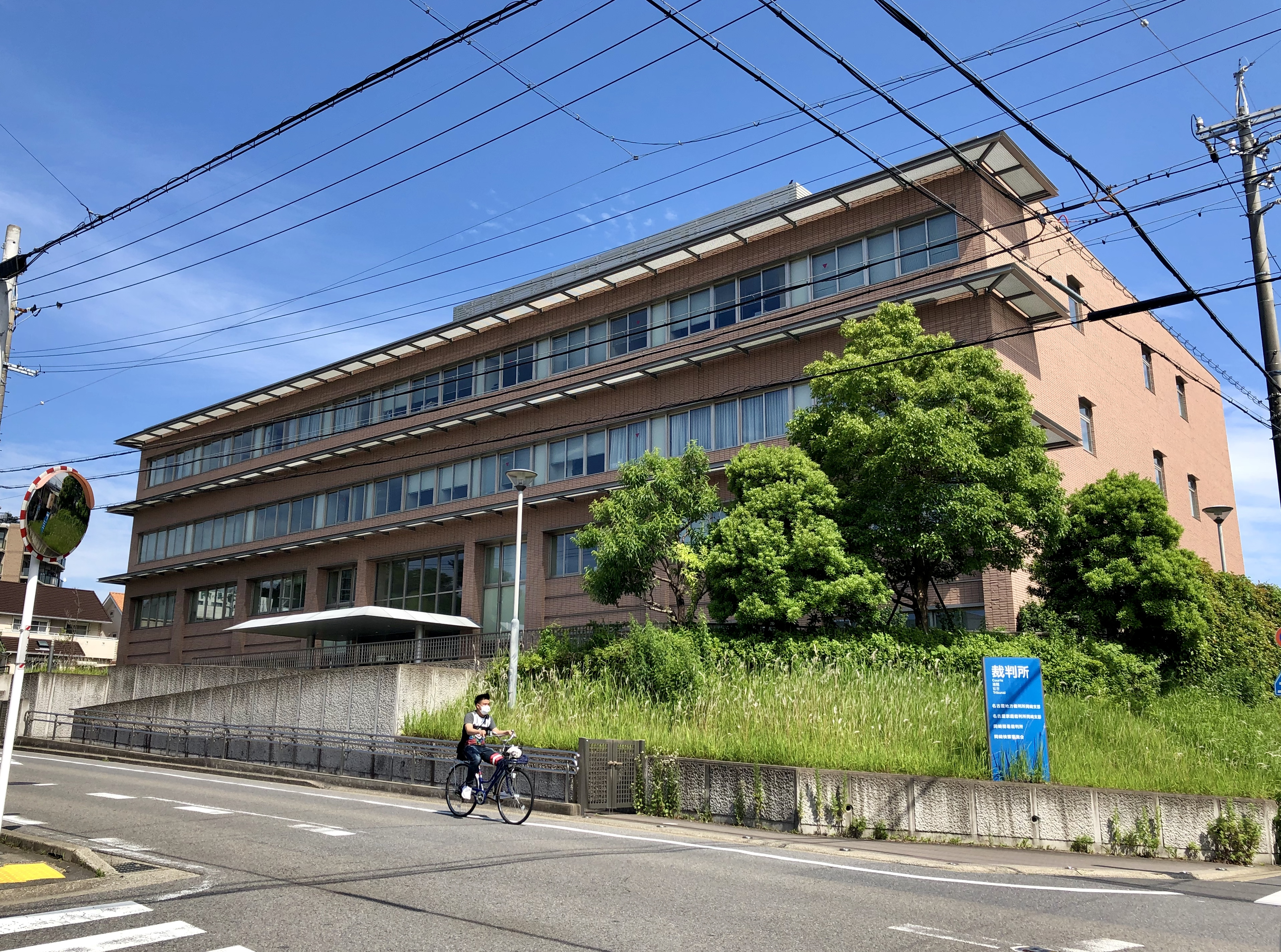
岡崎支部

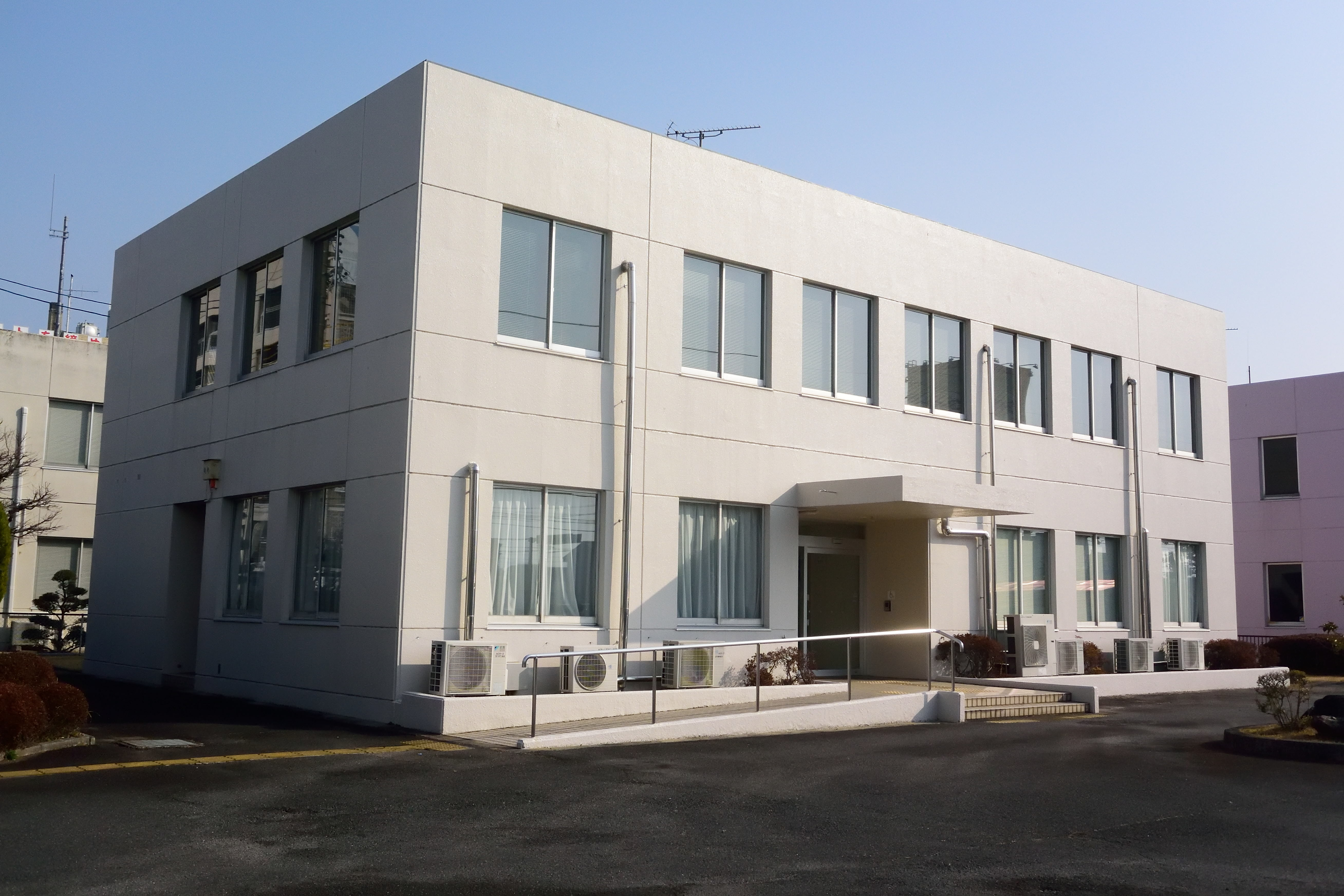
犬山簡易裁判所

- 名古屋市、豊明市、日進市、清須市、北名古屋市、あま市、西春日井郡豊山町、愛知郡東郷町、長久手市、春日井市、小牧市、瀬戸市、尾張旭市、津島市、愛西市、弥富市、海部郡大治町、蟹江町、飛島村

半田支部
- 半田市、常滑市、東海市、大府市、知多市、知多郡阿久比町、東浦町、南知多町、美浜町、武豊町

一宮支部
- 一宮市、稲沢市、犬山市、江南市、岩倉市、丹羽郡大口町、扶桑町

岡崎支部
- 岡崎市、額田郡幸田町、安城市、碧南市、刈谷市、西尾市、知立市、高浜市、豊田市、みよし市

豊橋支部
- 豊橋市、豊川市、蒲郡市、田原市、新城市、北設楽郡設楽町、東栄町、豊根村

※ただし、行政事件、半田支部管内の合議事件、少年事件は本庁でそれぞれ取り扱う。
※本庁及び半田、一宮支部管内の裁判員の参加する刑事裁判は本庁で、岡崎、豊橋支部管内の裁判員の参加する刑事裁判は岡崎支部で行う。
※特許権などの技術型の知的財産権事件は東京地裁が取り扱う。なお、2005年3月以前の知的財産権事件には名古屋地裁で判決が出された事例もある。

## 歴代所長
- 村上悦雄（1980年11月2日 - 1982年10月1日 名古屋高等裁判所部総括判事）
- 藤本忠雄（1982年10月2日 - 1984年4月1日 依願退官）
- 村岡二郎（1984年4月1日 - 1986年1月16日 東京高等裁判所部総括判事）
- 可知鴻平（1986年1月17日 - 1988年2月1日 依願退官）
- 西山俊彦（1988年2月1日 - 1989年12月20日 高松高等裁判所長官）
- 加藤義則（1989年12月21日 - 1992年5月26日 広島高等裁判所長官）
- 礒邊衛（1992年5月27日 - 1993年11月8日 依願退官）
- 岡田潤（1993年11月8日 - 1995年11月16日 定年退官）
- 上野精（1995年11月17日 - 1998年10月22日 定年退官）
- 稲葉威雄（1998年10月 - 2000年8月 広島高等裁判所長官）
- 田中康久（2000年8月 - 2002年11月 仙台高等裁判所長官）
- 大内捷司（2002年11月 - 2004年12月 札幌高等裁判所長官）
- 森脇勝（2004年12月 - 2007年3月 依願退官、難民審査参与員）
- 熊田士朗（2007年3月 - 2008年7月 定年退官、名古屋簡易裁判所判事、難民審査参与員）
- 野田武明（2008年7月 - 2010年5月 依願退官、公益財団法人交通事故紛争処理センター理事・名古屋支部長）
- 片山俊雄（2010年5月 - 2013年12月 定年退官、名古屋簡易裁判所判事）
- 加藤幸雄（2013年12月 - 2015年12月 定年退官、弁護士）
- 伊藤納（2015年12月 - 2018年7月 定年退官）
- 揖斐潔（2018年7月 - 2021年2月 定年退官）
- 大熊一之（2021年2月 - 2022年10月 定年退官、神奈川簡易裁判所判事[1]）
- 吉村典晃（2022年10月 - 2023年7月 名古屋高等裁判所判事[2]）
- 入江猛（2023年7月 - [3]）